# Loch of Spiggie
Loch of Spiggie ist ein schottischer Süßwassersee auf der Shetlandinsel Mainland. Der See liegt fast am Südende der Hauptinsel in unmittelbarer Küstennähe. 
Die maximale Länge des Sees beträgt 2,1 km, die maximale Breite liegt bei 0,7 km. Im Vergleich zu anderen schottischen Lochs ist der Loch of Spiggie mit einer maximalen Wassertiefe von etwa 14 Metern sehr flach. Im See befinden sich keine Inseln. Der Loch of Spiggie liegt in einem sehr dünn besiedelten Gebiet. Am Ufer des Sees befinden sich keine Ortschaften. Er ist aber über eine Nebenstraße von der B9122 mit dem Auto leicht zu erreichen.
Der Loch of Spiggie war einst Teil eines Fjords, der Bucht von Scousburgh. Von dieser Bucht wurde er durch die Aufhäufung von Sanddünen getrennt, so dass sich der Loch of Spiggie von 
einem salzwasserhaltigen Meeresarm in einen Süßwassersee wandelte.   
Wegen seines Vogelreichtums bildet der Loch of Spiggie zusammen mit dem benachbarten Loch of Brow seit 1997 ein Naturschutzgebiet, das von der Royal Society for the Protection of Birds
betrieben wird. Loch Spiggie ist ein Hauptüberwinterungsgebiet für isländische Singschwäne. Darüber hinaus wird der See auch als Angelgebiet genutzt, in dem vor allem Forellen gefangen werden. 

## Weblinks

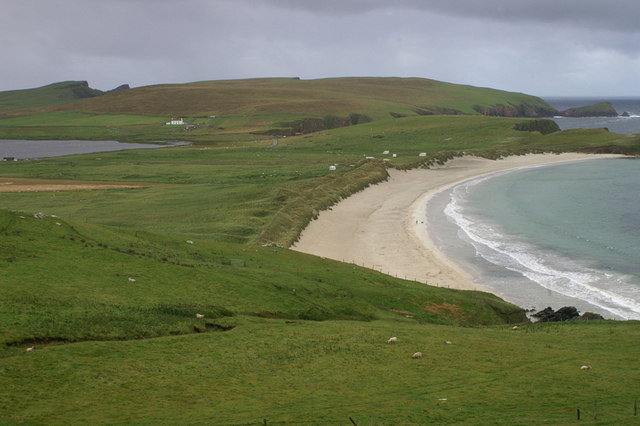
Bucht von Scousburgh, links ist das Nordende des Loch of Spiggie sichtbar. Gut zu erkennen ist die Trennung von See und Meer durch Sanddünen